# Humberto Coelho
Humberto Manuel de Jesus Coelho (Cedofeita, 20 aprile 1950) è un ex calciatore e allenatore di calcio portoghese, di ruolo difensore.

## Carriera
Ha guidato la Nazionale portoghese dal dicembre 1997 al giugno 2000, dopo la mancata qualificazione al Campionato mondiale di calcio 1998 (terzo posto nel Gruppo 9 dietro a Germania e Ucraina).
Ha disputato come CT l'Europeo 2000, venendo eliminato in semifinale dalla Francia per 2-1 al Golden gol ma dopo aver fatto fuori nella fase a gironi squadre blasonate come Inghilterra e Germania.
Successivamente ha allenato il Marocco (2000-2002), la Corea del Sud (2002-2004) e l'Al-Shabab (2005-2006).
Dal 2008 al 2009 ha allenato la Tunisia.

## Palmarès

### Calciatore

#### Club
- Campionato portoghese: 8

Benfica: 1968-1969, 1970-1971, 1971-1972, 1972-1973, 1974-1975, 1980-1981, 1982-1983, 1983-1984
- Coppa del Portogallo: 7

Benfica: 1968-1969, 1969-1970, 1971-1972, 1979-1980, 1980-1981, 1982-1983, 1984-1985
- Supercoppa di Portogallo: 1

Benfica: 1980

#### Individuale
- Calciatore portoghese dell'anno: 1

1974